# Ray Nance
Ray Nance (Chicago, 1913. december 10. – New York, 1976. január 28.) amerikai dzsesszhegedűs, énekes, dobos.

## Pályafutása
Főként a Duke Ellingtonnal és zenekarával folytatott hosszú kapcsolata miatt emlékeznek rá.
Nance 1932-ben lett profi zenész. 1937-ig Chicagóban saját zenekart vezetett, majd Earl Hinesszal (1938) és Horace Hendersonnal (1939) játszott. 1940 és 1963 között Duke Ellington zenekarában játszott.
Ő volt az egyetlen hegedűs Ellington zenekarában. Olyan számokban szerepelt, mint a „Moon Mist”, és énekes volt olyan számokban, mint az „A Slip of the Lip”. Nance meghatározó szerepet játszott a Take the "A" Train című Ellington-kompozícióban. Szólózott az 1941-es felvételen.
Humoros közjátékai fontos részei voltak az Ellington Orchestra színpadi műsorának. Nance 1963-ig maradt az Ellington Orchestraban, majd szólókarrierbe kezdett. 1964-1965-ben együtt játszott Paul Lavalle-lel, majd ismét feltűnt Ellingtonnál. Szerepe volt lemezeken is, mint Barney Biggard, Johnny Hodges, Una Mae Carlisle, Ahmed Abdul-Malik, Rosemary Clooney, Slam Stewart, Jaki Byard, Chico Hamilton felvételei. Egy 1974-es angliai turnén pedig Chris Barberrel játszott.
Egy közel-keleti turné során 1963-ban hagyta el Ellingtont, miután egy év után visszatért elődje, aki addig Cootie Williams mellett játszott.
Nance zenekarvezetőként Earl Hinesszal, Rosemary Clooney-val, Jaki Byarddal, Chico Hamiltonnal és másokkal is fellépett.

## Lemezválogatás
- Take The «A» Train (Duke Ellington, 1941)
- Just Squeeze Me (1946)
- Liberian Suite (1947)
- The C Jam Blues (hegedű, 1942)
- Autumn Leaves (1957)